# 정사강
정사강(2002년 10월 26일 ~ )은 대한민국의 남성 록 음악 가수이고 전 록 음악 밴드 더 이스트라이트의 구성원이다.

## 주요 이력
2011년 <<슈퍼스타K3>>에서 락앤롤 키즈로 예선에 참가했다.
2013년 엠넷 TV 프로그램 《보이스 키즈》에서 입상을 한 전력이 있고 2016년 더이스트 라이트의 구성원으로 정식 데뷔하였다.
2017년에는 EBS프로그램 <<놀자고>>에서 불꽃사강 역을 맡았다.

## 학력
- 서울고은초등학교
- 방배중학교
- 서초고등학교

## 출연작

### TV 프로그램
- 2013년 엠넷 TV 보이스 키즈
- 2016년 엠넷 TV 너의 목소리가 보여
- 2017년 EBS TV 놀자GO
- 2017년 아리랑 TV Pops in Seoul
- 2017년 아리랑 TV After School Club